# Ignasi Parella i Rufet
Ignasi Parella i Rufet va ser un músic cantor contralt, fill de Josep Parella i Roca i  Teresa Rufet.
El 1733 es casà a Olot amb Maria Magdalena Fàbrega, filla de Bertomeu Fàbrega i Crei, paraire d'Olot, i Eliodor Coma. En la partida d’aquest casament es feu constar que Parella era “jove músic” i habitant a Celrà: tal volta estigués en aquesta població per a fer-hi l’aprenentatge musical sota la direcció d’algun mestre.
El 1789, a Olot, se li pagaren sis lliures pel seu treball d’ensenyar a 24 escolans del cor mentre l'església de Sant Esteve tenia vacant la plaça de mestre de capella, per renúncia de Josep Regordosa. El 1800 morí la seva dona amb 43 anys d’edat.